# (2735) Ellen
(2735) Ellen – planetoida należąca do wewnętrznej części pasa głównego asteroid okrążająca Słońce w ciągu 2 lat i 194 dni w średniej odległości 1,86 j.a. Została odkryta 13 września 1977 roku w Obserwatorium Palomar przez Schelte Busa i Toda Lauera. Nazwa planetoidy pochodzi od imienia żony jednego z odkrywców. Przed nadaniem nazwy planetoida nosiła oznaczenie tymczasowe (2735) 1977 RB.